# Vítor Alves
Vítor Manuel Rodrigues Alves GCL • MTMM • MPSD • MPCE (Mafra, 30 de Setembro de 1935 — Lisboa, Estrela, 9 de Janeiro de 2011) foi um militar português que se destacou pelo seu papel no Movimento das Forças Armadas. No Processo Revolucionário Em Curso (PREC) foi, como moderado apartidário, ministro dos II e III Governos Provisórios, no Verão Quente vindo a assinar o Documento dos Nove. Aquando a Crise de 25 de Novembro, faria ainda parte do VI Governo Provisório como Ministro da Educação.

## Família
Victor Alves nasceu a 30 de Setembro de 1935, em Mafra, primeiro filho de um casal de funcionários públicos, Maria Palmira Rodrigues Alves e Eduardo Manuel da Silva Alves. Ambos os avôs eram sargentos de Infantaria radicados em Mafra, onde se encontrava a Escola Prática de Infantaria, vindo ambos a mudar-se com a família de Victor Alves para Torres Vedras, onde cresceria, após a morte do pai mudando-se a família para Oeiras.
O avô materno, Manuel Rodrigues Ferreira Machado, casado com Zulmira Adelaide Continho Rodrigues, era da zona de Vila Real, Bisalhães. À data da Implantação da República, acumulava os afazeres militares com a gestão de um estabelecimento comercial. Monarquista, participou ativamente na primeira incursão liderada por Paiva Couceiro, foi preso, arruinando-se o negócio e a carreira militar, sendo Maria Palmira ainda uma criança. A mãe de Victor trabalharia nos Correios de Portugal, vindo a ser telefonista e secretária, teria onze filhos, dos quais apenas cinco sobreviveriam aos primeiros anos. O próprio Victor Alves viria a estar gravemente doente de febre-de-malta durante longos meses.
Os seus irmãos mais novos atribuir-lhe-iam um papel paternal na família, que Vítor exerceria de "forma muito democrática, ouvindo(...), aconselhando", procurando "o melhor que cada um tinha" "e, sempre que necessário, dirimindo os conflitos com o equilíbrio, próprio de quem já era portador de características únicas de conciliação e bom senso que viriam a ser a chave da sua participação decisiva no 25 de Abril" .
A mãe incentiva-lhe os estudos, assim como o faz o avô paterno, Alexandre José Alves, que com a mulher Alzira da Silva Alves viera de Braga, com quem Victor viveria vários anos em Torres Vedras.
Na ditadura, o pai, escriturário na Junta Nacional dos Vinhos, juntar-se-ia à Legião Portuguesa, "para tirar proveito de alguma situação". De pouca saúde, viria a falecer em 1968 aos cinquenta e quatro anos, quando o então capitão Victor Alves estava na sua última comissão em Angola.
Apresentado à sua futura esposa por Mário Aguiar, Victor Alves casou em 29 de março de 1962, durante a sua comissão de 59-63 em Moçambique, com Maria Teresa Gomes Ferreira de Almeida. A 3 de janeiro de 1963, nasceu a única filha do casal, Ana Cristina.
Maria Teresa, que viria a ensinar Literatura Americana na Faculdade de Letras da Universidade de Lisboa, é filha de Ermelinda Teixeira Gomes e do então Secretário no Governo Provincial de Moçambique, Capitão-de-mar-e-guerra Ferreira de Almeida.
Ferreira de Almeida ter-lhe-á tido admiração, o que Alves não reciprocará, cada vez mais crítico dos altos quadros militares do Estado Novo. O seu sogro seria Chefe do Estado-Maior da Armada à data de 25 de Abril de 1974, e um possível futuro sucessor a Américo Tomás, tendo ambos cortado relações durante vários anos após o 25 de Abril.

## Carreira militar na ditadura
Reprovando nos testes para a Força Aérea devido a problemas de visão, assentou praça na Escola do Exército, a 14 de Outubro de 1954, na arma de Infantaria, "por convicção" e "para obter rapidamente a [sua] independência". "Praxado" por Tomé Pinto e encetando amizade com Melo Antunes, Ramalho Eanes e Velasco Martins, virá a praxar Otelo de Carvalho e Valentim Loureiro. Tornou-se alferes em 1958, passando pelo Regimento de Infantaria N.º 7 antes de seguir para Moçambique, frustrando-se a sua esperança de ir para Macau. Após a chegada, seria avaliado como "dotado para o Serviço de Informações" "pelo grau de conhecimentos militares que possui, mas, especialmente pelos conhecimentos que tem de línguas estrangeiras e cultura geral".
Feito tenente em 1960, viria a estar alocado no Quartel-General do governo militar de Moçambique, e assim servir de tradutor para o Governador Sarmento Rodrigues aquando visitas de entidades estrangeiras, pela facilidade que tinha de se expressar em várias línguas (francês, inglês, castelhano e italiano), observando de perto a política diplomática local. A julho de 1963, Vítor Alves foi promovido a capitão e, menos de um mês depois finda a comissão de serviço, e regressa brevemente à Metrópole com a jovem família, pouco antes do eclodir da guerra de guerrilha em Moçambique.

### Guerra Colonial na frente de Angola

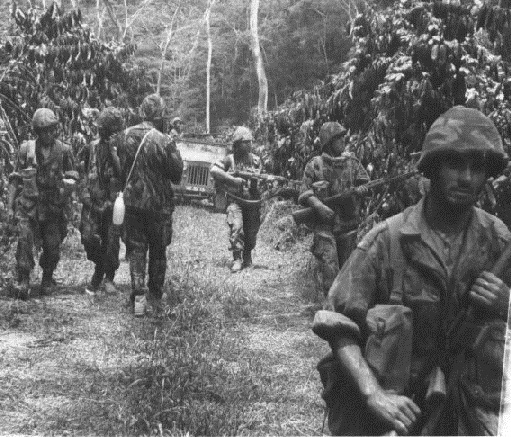
Tropas portuguesas em missão no mato africano.

Ainda em 1963, parte em nova comissão, desta feita para Angola, nomeado Oficial de Informações, Operações e Reconhecimento no recém-criado Batalhão de Caçadores N.º 547, sob comando de Amilcar Chaves, parte do Regimento de Infantaria N.º 1, função que exercerá até 1966.. O eventual sucesso da missão do Exército em Quitexe levou a que muitos guerrilheiros da Frente Nacional de Libertação de Angola (FNLA) abandonassem a região e outros se entregassem às autoridades. Antes do regresso à metrópole, são alocados à mais pacífica Lubalo.
Ainda parte do Regimento de Infantaria N.º 1 regressa de Lisboa para Angola, partindo para nova comissão em 1967, agora ao comando da Companhia de Caçadores N.º 1779, também chamada a "Companhia dos Lenços Negros", incorporada no Batalhão de Caçadores N.º 1929 de Sanches Osório, este responsável pela defesa de "uma área do tamanho da Península Ibérica". Depois de um baptismo de fogo na região de Luanda contra o Movimento Popular de Libertação de Angola (MPLA), a sua companhia é alocada às chamadas "Terras do Fim do Mundo", na isolada Neriquinha, Cuando Cubango, em combate com o MPLA, a União Nacional para a Independência Total de Angola (UNITA) e a Organização do Povo do Sudoeste Africano (sigla do inglês, SWAPO), defendendo as populações de ataques, frustrando recrutamento inimigo e procurando aliciar simpatias populares através de acções humanitárias. Como Spínola estava a tentar na frente da Guiné, Alves tentaria estabelecer diálogo com o inimigo, procurando "alternativa para a guerra", no que será de igual forma oposto pelos seus superiores.
Inesperadamente, o comandante Alves não os acompanhará inicialmente para Neriquinha, retido em Luanda para prestar serviços relacionados a diplomacia e suprimentos, em secretos contactos com as autoridades sul-africanas. Em julho de 1968, entra em conflicto com a polícia política (PIDE) local, denunciando a acção do agente Tavares e dos nativos Flechas ao "liquidarem" dois civis, Seculo Mahulo e o seu filho, com o que Alves entenderia como justificações "suspeitas", tendo a PIDE alegado que os teria libertado antes do seu desaparecimento. Alves consideraria "atitudes como esta altamente inconvenientes e contrárias aos interesses nacionais", ao instituirem medo nos nativos sendo destrutivas do trabalho do exército na "liberdade excessiva de ação que possuem". Para apaziguar o inspector  Óscar Cardoso, ver-se-á obrigado a retractar-se em privado.
Não obstante o isolamento geográfico, a base de Victor Alves em Neriquinha terá grande importância estratégica na coordenação entre portugueses e sul-africanos. Em 1968, hospedará um encontro com o Ministro da Defesa português e o comandante da Região Militar de Angola, Edmundo Luz Cunha, e, pelo lado sul-africano, o general Fraser e o coronel Van Pittius.
O piorar da guerra fá-lo-á declarar aos seus subalternos "Esta situação não tem futuro!" "tem vindo a piorar de ano para ano!" "não tem solução militar! A questão é política!..." Ainda assim, teria acesso a alguns luxos, sendo um auto-confesso importador de "vinho que na altura nem o restaurante mais fino de Lisboa tinha".
É em 1969 condecorado com a Medalha de Mérito Militar de 3.ª classe, e o Prémio Governador-Geral de Angola. Recebe também a Cruz de Guerra. Antes de regressar, é em 1970 colocado no Quartel-General de Luanda.

## Regresso à Metrópole, crescente constestação
Regressado em 1970 a Mafra (ou "Máfrica" como era então coloquialmente conhecida dado o elevado número de expedicionários de lá provindos), é feito comandante do Batalhão de Instrução do Curso de Milicianos, conhecido como o "batalhão dos insurras" por albergar instruendos geralmente muito reivindicativos e politizados, em geral já com alguma idade e instrução, e alguns ex-líderes estudantis expulsos do ensino e forçosamente alistados, o que Vítor Alves consideraria uma "injustiça", chegando a discretamente incentivar a deserção dos cada vez menos instruendos, o que lhe valeria uma repreensão do comandante da Escola, que teria empatia suficiente pela posição de Alves para não o punir.
É condecorado com a Medalha de Prata de Serviços Distintos com Palma em 1970 e promovido a major, em 1972. Victor Alves era então tido pelos seus colegas como alguém "que abertas tinha todas as portas conducentes aos mais altos cargos e funções da carreira militar".
Frequenta em seguida o Curso Complementar de Estado-Maior no Instituto de Altos Estudos Militares com Velasco Martins, Sanches Osório e Costa Braz.
Em abril de 1973, a sua tese final de curso Forças Armadas - Grupo de Pressão? é crítica do uso insustentável das Forças Armadas pelo regime. Descreve-as como "última das elites", "isoladas da sociedade". Afirma que desde 1933 "por tudo têm passado", tornadas um órgão "sem prestígio e sem respeito", “bode expiatório" "à mão" (em referência ao expiatório de culpa feito pelo regime aquando a Invasão da Índia Portuguesa, tornada inevitável pelo mesmo irredentismo político que isolava então Portugal), criticando tanto a falta de ensino de letras como o orgulhosamente cultivado desinteresse e desconhecimento político entre os altos oficiais.
Critica o regime por não apresentar "claros objetivos nacionais", pelo "precário desenvolvimento industrial, estagnação da agricultura e, como resultante, a emigração desenfreada". Declara que a "sociedade encontra-se dividida: os mais novos contestam e os mais velhos não encontram as respostas adequadas". Sugere como solução do problema ultramarino a constituição da comunidade portuguesa "luso-afro-brasileira, dentro do espírito de autonomia progressiva, expresso na Constituição" ou mesmo a "independência daqueles territórios". Conclui o trabalho em tom de aviso, sobre o que chama "perigo militar":
"O militar está cansado (…) e pouco disposto a sofrer mais, sem razão aparente". Torna-se ele mesmo uma "ameaça que o futuro reserva ao País, se não forem desde já postas em prática medidas positivas para o evitar". Cita uma carta de Marco Flavínio, centurião da 2.ª Coorte de uma das Legiões Augustas, ao seu primo Tértulo em Roma: "Tinham-nos dito (...) que partíamos em defesa dos direitos sagrados que nos são conferidos por tantos cidadãos instalados lá longe [assentados em além-mar], tantos anos de presença (…). Não hesitámos em derramar o imposto de sangue, em sacrificar a nossa juventude, as nossas esperanças (…). Dizem-me que em Roma se sucedem as intrigas e as conspirações, se desenvolve a traição e que muitos (…) aviltam a nossa Nação (…), diz-me que os nossos concidadãos nos compreendem, nos defendem, nos protegem como nós próprios protegemos a grandeza do Império. Se tudo fosse diferente, se tivéssemos de deixar em vão os nossos ossos embranquecidos sobre as pistas do deserto, então, cuidado com a cólera das legiões!"
Finda a formação, Victor Alves é alocado à 4ª Repartição do Estado-Maior, sob a chefia de Franco Charais. Na Secção de Materiais, Alves orçamenta uma necessidade de custo de 1,2 milhões de contos para o esforço pretendido de guerra, quando o estado (cujo orçamento era desde 1969 acima de 55% dedicado aos militares) só disponibilizaria 0,2 milhões. Os custos eram em parte devido às crescentes sanções internacionais e oposto apoio do Bloco Sino-soviético aos guerrilheiros. Um orçamento geral feito na Secção de Estudos Gerais, levantava a necessidade de 12 milhões de contos, que apena seria suprida em 1,2 milhões de contos. A par das consequentes faltas de material nas frentes, isto levaria à redução de formação para os jovens que partissem o combate.
Declararia mais tarde que "o Portugal de 1993 é o Portugal de [Marcello] sem as colónias (...) se houvesse possibilidade ao professor Marcello Caetano - e se não tivesse as colónias teria toda a possibilidade de enveredar em democracia - nós teríamos a situação que temos hoje (...) porque com certeza sem as colónias teria avançado para a Comunidade Económica Europeia. Estaríamos tal e qual como estamos," tendo sido removidos a PIDE, a censura e demais mecanismos autocráticos do Estado Novo, pois "se não houvesse guerra colonial, a prometida primavera marcelista teria existido (...), porque aí os ultras [do partido único] não teriam possibilidades [de permanecer no poder]."
A "solução política" para a guerra, tal como então idealizada por Victor Alves e outros veteranos, era combatida activamente pelos "ultras", galvanizados pela defesa de Portugal ultramarino, com o mote de "dialogar e ceder é trair os que já morreram" defendido tanto pela ala ultra-conservadora do partido único, como por militares como Kaúlza de Arriaga e, em jeito de resposta ao III Congresso da Oposição Democrática, os participantes no I Congresso dos Combatentes do Ultramar, realizado a junho de 1973 e composto principalmente de soldados há muito retornados, motivados por "nacionalismo colonialista radical" oposto até às parcas reformas de Marcello, defensores de "um Portugal uno e indivisível do Minho a Timor", e dos "ideais do 28 de Maio de 1926", em geral só conhecendo a realidade dos primeiros anos da guerra, até 1965 esta estando "controlada".
Mas a guerra em 1973, segundo o próprio Charais, "estava falida".

## Movimento das Forças Armadas
1973 marca um ano de crescente oposição ao Estado Novo, tanto da sociedade civil como dos seus próprios militares que, descontentes com a guerra e o regime começam a organizar-se em protesto. Em primeira instância, em reacção ao I Congresso dos Combatentes do Ultramar, quando Victor Alves e muitos outros subscrevem um abaixo-assinado contra o irredento-belicismo dos congressistas. O protesto, no entanto, não é escutado pelo regime que, sentido-se apoiado pelos congressistas, cria o "decreto da discórdia" nº 353/73 de 13 de Julho, autorado pelo general e ministro Viana Rebelo, que é tido como uma injustiça pelo grosso dos profissionais das FA, forçando-os a ficar mais tempo (em média mais de oito) no posto de capitão, tido como o mais duro e difícil da guerra.
Vão se formando então várias "secções" de descontentes nas FA. Encorajado por Sanches Osório, Victor Alves aderiria ao então chamado "Movimento dos Capitães" em finais de Setembro de 1973, movimento traccionado pelo mote de "reconquistar o prestígio das Forças Armadas". Passa "a dedicar-se com grande entusiasmo ao Movimento", tornando-se "uma peça fundamental no planeamento e na condução da Comissão Coordenadora". Movimento que, a partir de 6 de outubro, à voz de Luís Banazol, se encaminha para o derrube do governo. O governo tenta sem sucesso aplacar os oficiais por via do DL nº 685/73 a 12 de outubro, tornando permanente a suspensão do decreto de julho, mas os oficiais continuam a conspirar; declaram "o problema não é de vencimentos, mas de dignidade".
Victor Alves convence o MFA da necessidade de legitimização de um novo governo por via de figuras de mais alta patente e notoriedade, escolhendo-se como potenciais novos presidentes, por ordem de preferência, Costa Gomes e Spínola, crescentemente contestatários do regime.
Encorajados pelo general Spínola, as várias "secções" eventualmente consolidam-se no Movimento das Forças Armadas, vindo em 1974 a sublevar-se no Levantamento das Caldas. Este teve pouca aderência dentro do Movimento, excluindo-se o próprio Victor Alves, que declara "eu não entro em coboiadas", pois "era correr o mesmo risco do 28 de Maio [de 1926]: os militares não queriam aquilo, mas não sabiam o que queriam. Daí ser fundamental o programa e eu sabia que ele ainda não estava decidido entre nós. Daí não aceitar embarcar naquilo". À data haveria apenas o manifesto O Movimento, as FA e a Nação, documento "fundador" do movimento, co-autorado por Victor Alves,não obstante o seu o entendimento de que era "um documento muito vago".
Assim, é co-autor do "original" Programa do MFA. Entre as Caldas e os Cravos, Vìctor Alves coordena com Otelo de Carvalho a contenção de estragos de moral resultantes da tentativa falhada, e o próximo golpe.

### Revolução dos Cravos
Talvez pela sua aparência enxuta e hirsuta, talvez pelo seu lúgubre advertir de perigos ao golpe e necessidade de planos de contingência, é por Otelo de Carvalho cognominado de "Rasputine" no Código de Transmissões do 25 de Abril. Na noite de 24 de abril, acompanha as operações a partir de sua casa, com Cavaleiro de Ferreira, até tomar o seu papel no plano, ir insuspeitosamente para o seu posto no Estado-Maior com a missão de sabotar qualquer esforço de oposição ao golpe. Com Sanches Osório, Franco Charais e Costa Braz, continua a acompanhar o golpe pela rádio, único meio de comunicação codificada usado na operação, pois tinham por certo que os telefones eram escutados pela polícia do regime.
Teria a missão seguinte ir com Franco Charais render Otelo no posto-comando dos revolucionários na Pontinha, mas as operações já estariam a chegar a termo à sua chegada.
Vitorioso o MFA, Victor Alves e o MFA negoceiam revisões ao programa que viria ser apresentado ao povo por Spínola, com a sua Junta de Salvação Nacional (JSN), liderança spinolista que Alves descreveria como "engolir aquele sapo". Spínola quereria de imediato moderar o programa quanto à "estratégia antimonopolista" e ao "reconhecimento do direito à autodeterminação", substituindo-se na revisão final este último por “a criação de condições para um debate franco e aberto, a nível nacional, do problema ultramarino” e o “lançamento dos fundamentos de uma política ultramarina que conduza à paz”. Victor Alves não só defende o programa como faz questão de ser difundido à população, publicado caso Spínola se recuse a divulgá-lo. E de facto, a versão "não-spinolista" viria a ser publicada no mesmo dia, no jornal República.

## Processo Revolucionário em Curso
No novo regime, Spínola tentou, sem êxito, convencer a direção do MFA a dissolver-se como entidade política, incorporando-se na hierarquia tradicional, nomeando vários para o seu Conselho de Estado. Estes, no entanto, resistem, designando até membros para "controlar" os membros da JSN, e "fiscalizar" o governo. No "Plano Palma Carlos" em que o primeiro-ministro e Spínola pretendiam consolidar os seus poderes com uma "pré-constituição" e eleições presidenciais antecipadas, adiando-se as demais, Victor Alves está entre os que precipitam a queda do governo ao defender a preservação do estipulado no programa do MFA. Na sequência da derrota, da consolidação de poder da Comissão Coordenadora MFA sobre as forças armadas nas ex-colónias, e à medida que as forças locais consolidavam a vitória, Spínola assina a Lei nº 7/74, anuindo à auto-determinação, como membros do MFA, Victor Alves incluso, vinham então a defender na imprensa.
Mesmo sendo contra a participação do MFA no governo, mas acatando a decisão da cúpula do MFA, Victor Alves seria empossado ministro sem pasta no II Governo Provisório de Vasco Gonçalves, chegando a ser considerado para primeiro-ministro. Funcionaria em conjunto com Melo Antunes como "mãos" do primeiro-ministro, sendo o então major Alves quem "de facto liderava e moderava as reuniões dos Conselhos de Ministros".
Sobre a presidência spinolista Victor Alves diria, "Antes havia um tumulto, um choque interno, o poder estava dividido. De um lado a interpretação pessoal que o general Spínola fazia do Programa do MFA. Do outro, a grande maioria com a interpretação hoje vitoriosa. (…) Não havia governo, não se aplicava o Programa. Tínhamos uma ideia sobre a descolonização, o general tinha outra, a descolonização não andava. Adotámos uma posição sobre a legislação eleitoral, mas o general divergia. Então a legislação eleitoral não saia". "MFA é o motor, puxa o barco, dá-lhe direção, é um projeto de mudança". Sobre o PREC como um todo diria; "não estamos numa democracia (…). A democracia é a nossa intenção, pretendemos caminhar para ela".
Vindo a assistir à exclusão da oposição democrática local pelos novos senhores africanos, Spínola tenta reunir apoio em torno da sua presidência da chamada Maioria Silenciosa, demitindo-se dada a frustração da manifestação de apoio por membros do MFA. Victor Alves surge no fim deste dia aos microfones da Emissora Nacional, anunciando «a situação» está controlada em todo o território nacional", dos "objetivos de minorias desesperadas que a toda a hora se recusam aceitar a democratização do País".
Imediatamente após a demissão de Spínola, defende Vasco Gonçalves perante os críticos de suas políticas e afinidades. Nega que o primeiro-ministro, "um humanista progressista, desejoso da mudança", é comunista. No III Governo Provisório viria a gerir temporariamente os Ministérios da Defesa Nacional e da Comunicação Social, previamente de ministros "spinolistas" dispensados, até 25 de fevereiro de 75 quando retornaria a ser ministro sem pasta, tendo como braço direito Cavaleiro de Ferreira. É de responsabilidade de Victor Alves a primeira lei de imprensa pós-25 de Abril, vindo nela a trabalhar desde que chegou ao executivo, o Decreto-Lei n.º 85-C/75 de 26 de Fevereiro, que consagrando novas liberdades de imprensa vigorou até 1999, e que contribuiria para limitar os danos à liberdade de imprensa que se vinham a verificar, com a luta pelo controlo partidário dos meios de comunicação continuando até ao 25 de Novembro.
Autora também o apoio social Assistência na Doença aos Militares das Forças Armadas, a despeito de resistência do então ministro das finanças.

### Crescente oposição a Vasco Gonçalves
Neste III Governo formado agora exclusivamente pela "esquerda" do MFA, que até aí se havia mantido unida contra Spínola e os seus apoiantes, Vasco Gonçalves viria a divergir do esperado pela ala do MFA de Victor Alves e Melo Antunes, começando o que se chamaria de "gonçalvismo".
A divergência terá começado aquando a delineação do Programa de Política Económica e Social (PPES) (também chamado "Plano Melo Antunes", que poria limites às medidas ultra-socialistas, preservando uma "economia mista"). O fosso entre os três da cúpula do governo cria-se definitivamente em novembro, quando Victor Alves diria que o primeiro-ministro "passou a pôr de lado os discursos que haviam sido redigidos pelos três e começou a improvisar", ficando "nas mãos dos seus conselheiros", em especial de Rosário Dias, Luís Macedo e Lopes de Mendonça, "assessores de pensamento monolítico", a par do Partido Comunista Português (PCP) e o Movimento Democrático Português (MDP). Diria Victor Alves "o que nós queríamos realmente com a revolução (...) [era] uma revolução democrática (apesar de, posteriormente) ter evoluído para socialista". Neste contexto, Victor Alves começa a ver uma aproximação aos membros da NATO como essencial, "fragilizaria as forças minoritárias, que, no entanto, detinham o poder e mantinham-se determinadas em levar o País para a esfera soviética."

##### O Verão Quente, o Grupo dos Nove e o governo moderado
Neste período de atribuladas relações internacionais e internas, Victor Alves é acreditado por contribuir para a manutenção de diálogo com o "mundo ocidental" (e assim prevenção de intervencionismos anti-comunistas, em principal dos Estados Unidos da América e da Espanha franquista) e estabilização do novo regime democrático, prevenindo o sucesso de independentismos anti-comunistas ilhéus, em particular nos Açores. Afirmaria "enquanto ele tivesse qualquer coisa a dizer sobre o assunto, o Governo português procuraria manter boas relações com os EUA", considerando que a "a NATO era um factor–chave na estratégia de defesa de Portugal".
Trabalha com o embaixador estado-unidense Frank Carlucci para ultrapassar as suspeitas mútuas, e com isso prevenir que as teses intervencionistas ou isolacionistas de Henry Kissinger vinguem no executivo presidencial de Gerald Ford. Numa altura em que ter "contactos com americanos (...) não era bom para o currículo", fá-los por meios oficiais e oficiosos (secretos), pertencendo aos moderados que preveniram que se fizesse "exemplo" de Portugal como "vacina" para os movimentos pró-comunistas na Europa, por exemplo desvalorizando as manobras militares do exercício Locked Gate, da Organização do Tratado do Atlântico Norte (OTAN), que então preenchiam manchetes de jornal e acendiam manifestações com receios de invasão.
É acreditado por Carlucci de ser, no chamado 'Verão Quente', "uma figura fundamental em todo o processo político".
Sobre este período de profundos desentendimentos internos diria Victor Alves "dia de são golpe era todos os dias", e que então a "direita é levada a mexer-se pela esquerda radical", na intentona spinolista de 11 de março, accionada pelos rumores da pretensa "Operação Matança da Páscoa". Da falhada intentona, que Victor Alves consideraria que visava "antecipar um outro golpe" e "um pretexto criado para acabar com o Plano Melo Antunes", resulta na crescente exclusão dos conservadores no seio do MFA e sociedade civil.
Os próprios moderados do MFA veêm-se alvos de tentativas de exclusão. Victor Alves, Melo Antunes e Victor Crespo são excluídos pelos gonçalvistas do então criado Conselho da Revolução, que substitui o Conselho dos Vinte e o Conselho de Estado que integravam. Crespo, "tendo às suas ordens cerca de 40 mil militares que obedeciam ao comando, o que na Metrópole não era fácil encontrar por esse tempo", a par de "dois Boeings 707, mais dois 747 na placa e um terceiro ia a caminho, para trazer (...) as pessoas que fossem precisas", regressa de Moçambique para "com uma força moral e revolucionária" exigir a re-integração dos três.
É-lhe oferecida a viajante pasta de Ministro dos Negócios Estrangeiros, mas Alves recusa, ficando esta pasta vazia até Agosto.
Apesar dos esforços dos moderados, o resultante desequilíbrio de poderes leva a cada vez mais conflictos 'nos que ficam' no governo. Em julho, já no Verão Quente, numa das derradeiras tentativas de entendimento, advoga contra o "partidarismo" nas Forças Armadas então no poder, alertando para os perigos da instrumentalização dos militares pelos ideólogos políticos. O grosso do MFA, incluindo Victor Alves, então concordaria com a consolidação de poder político pelos militares, e deste encontro resultaria o Plano de Acção Política (PAP).
Diria o militar "sempre considerei que (...) até haver a Constituinte e a Constituição, aliás como constava no Programa, o MFA tinha de ser o ‘motor’, mas via que findo o período de transição, os militares deveriam abandonar a vida política. Realmente, eu queria um processo de democratização feito por civis com o apoio dos militares, enquanto esse apoio fosse necessário (…) mas os partidos apoiavam-se muito em nós". Em setembro de 1975 criticaria duramente os partidos; "O que restringe o meu entusiasmo face à política foi ter visto grupos (…) que puseram sempre à frente os seus próprios interesses numa fase em que, para mim, essa posição era inaceitável. Se isso é normal num país estabilizado, considero essa atitude um crime". Victor Alves seria particularmente crítico do relutantemente tolerado Partido Popular Democrático / Partido Social Democrata, que viria a acusar mesmo de ser "herdeiro" da Ação Nacional Popular.
O desentendimento entre moderados e "extrema-esquerda" rapidamente escalaria. Ainda em julho de 75, Vasco Lourenço exige a demissão de Vasco Gonçalves e a dissolução da 5ª Divisão. Melo Antunes abandona o Governo a 29 do mesmo mês, seguido de Jorge Sampaio e João Cravinho.
Neste período, auto-identificado como inclinado para o "socialismo democrático", esteve entre os subscritores do Documento dos Nove, contra a "Aliança Povo/MFA", ala comuno-socialista do MFA. Para Alves, a sociedade "sentia-se conduzida num sentido que não desejava e de repente sente um eco às suas aspirações». O Documento dos Nove teve o efeito de «desbloqueador da sociedade portuguesa, (…) clarificador da situação político militar, na medida em que se demarcam dentro do MFA determinadas posições. (…) Chegara o momento de dizer basta". É em consequência expulso do Conselho da Revolução com a maioria do Grupo dos Nove, sendo no entanto restituídos após uma vitória "brilhante" de Melo Antunes contra Vasco Gonçalves em debate da Assembleia do MFA.
Após a queda do V Governo Provisório de Vasco Gonçalves, volta ao governo. Ajudaria a compor o seu programa inicial. Uma "novidade" introduzida pelo VI provisório foi serem tidos em conta os resultados das eleições de abril na distribuição de pastas pelos partidos.

#### 25 de Novembro
Estando do lado dos "vencedores" do 25 de Novembro, é acreditado por ser um dos que persuadiu o Partido Comunista Português a não tomar partido da extrema-esquerda que se poria em manobras. Fá-lo-ia através de contactos, entre outros, com Carlos Costa.

## Ministro da Educação
Toma a pasta de ministro da Educação e Investigação Científica no VI Governo Provisório, chefiado por Pinheiro de Azevedo, numa altura de particular atribulação do ministério, após um longo período de grandes mudanças e várias curtas nomeações para o cargo.
Processa-se então a transição dos arquipélagos portugueses para a autonomia educativa e recebe-se um enorme número não previsto de alunos "retornados".. Ultrapassando as dificuldades, foi o responsável pela criação da universidade dos Açores, da Faculdade de Medicina Dentária da Universidade do Porto, do início de actividade da Universidade do Minho, dando também início aos processos de implantação das universidades da Madeira e Universidade Aberta, sendo também responsável pela criação do cargo de coordenador-geral do ensino de português, junto das embaixadas de Portugal em França e na República Federal da Alemanha. 
Numa altura em que a Sociedade de Geografia de Lisboa estava em risco de ocupação das suas instalações, dada a perca da importância política das suas funções com a descolonização, Victor Alves terá sido determinante na sua manutenção legislativa e política, vindo mais tarde a ser eleito por unanimidade Sócio Honorário da instituição.
Ficando nessa pasta até 1976, descrevia a sua própria prestação como limitando-se a dar continuidade à estratégia de Veiga Simão. A manutenção do cargo vir-lhe-ia a ser proposta no primeiro governo eleito, mas Alves recusaria.

## Descolonização
Victor Alves foi, como protagonista no MFA e "embaixador dos Serviços Externos" (embaixador itinerante), um dos principais decisores sobre os termos de fim da guerra em África e consequente descolonização. Sobre os tempos em que a esquerda do MFA tinha de lidar com os spinolistas e o próprio presidente, Victor Alves acusaria a falta de acção dos seus opositores "as indefinições geradas por essa decisão foram o combustível para a fogueira que foi a descolonização". Segundo Victor Crespo, Alves consideraria que "Portugal não teria condições para manter uma situação de guerra após a queda do regime. Era indispensável transferir os confrontos com os movimentos de libertação do plano da guerra para o das negociações, ganhar tempo e criar um clima interno e internacional favorável à resolução de tão complexos problemas."
Sobre a falta de democracia no processo de formação das novas nações, assim como exclusão política e êxodo forçado das minorias brancas de África, Victor Alves diria "o eventual erro de Spínola e dos seus apoiantes terá sido o não entenderem que, após mais de uma dezena de anos de guerra, não havia condições para “outorgar independências” e que, mesmo que a “outorga” fosse possível, ela não se poderia fazer com votos, por tal não corresponder ao processo normal de formação das nacionalidades."
A descolonização era o ponto principal interno de discórdia do MFA, não apenas com figuras como Spínola. Mas o caminho tomado após a derrota dos spinolistas tampouco agradou a Victor Alves, ou ao grosso do MFA. Diria Alves "ninguém no MFA, alguma vez, terá pensado que a descolonização de Angola iria trazer para Portugal praticamente todos os portugueses". Não teriam tido "poder negocial para conduzir uma descolinização como nós gostaríamos de ter feito, mas (...) que era impossível. A forma como nós a pensámos foi ingénua, reconheço hoje (...) lamento profundamente", tendo sido surpreendidos pelo nível de quebra da cadeia de comando militar em África consequente do 25 de Abril.
O jornalista António Mega Ferreira comentaria a descolonização ter sido "um fracasso coletivo e não (...) ato de traição deste ou daquele". O próprio Lopo do Nascimento do Movimento Popular de Libertação de Angola, diria "Portugal fez a descolonização possível".
Victor Alves tomou também um papel importante na reatação de relações com o regime comunista chinês, que levaria à concordância por um período de transição para Macau. Em outubro de 1975, de Almeida Santos da equipa diplomática de Victor Alves declarará: "Macau quer continuar a ser administrado pelos portugueses".
Mas, fora do seu papel político nas altas esferas de poder, incluindo na Comissão de Descolonização, e em representações diplomáticas, Victor Alves não tomará parte directa na maioria dos processos de descolonização, sendo Melo Antunes, a "esquerda" do MFA e até mesmo Mário Soares os mais envolvidos após o 11 de Março. Victor Alves, por seu lado, encarrega-se de Timor.

### Enviado em Timor-Leste
Após representações prévias por Mário Soares, toma responsabilidades na transição de regime no então Timor português, mandatário da "Comissão Nacional da Descolonização". Nos bastidores, Soares e de Almeida Santos, espaldados pelo governo do MFA, tinham já dado a entender às entidades indonésias que Portugal estaria aberto a que Indonésia tomasse o papel de Portugal, integrando Timor. A Indonésia, era então uma ditadura militar 'alinhada' com os EUA, não desejando como vizinho, um potencial aliado de Moscovo ou, mais provavelmente, de Pequim. Tinha tido relações positivas com o Estado Novo, e a mudança de paradigma era vista com apreensão e perspectivas expansionistas. Segundo Victor Alves, Indonésia queria desde o início das negociações que "ou Portugal continuava, e eles não tinham qualquer problema, ou eles intervinham", Timor "passava para território indonésio".
Ambos os países encontraram nos próprios timorenses desafios à posição de que "Timor não tinha possibilidades de sobreviver como país independente". A 9 de março de 1975, o contacto de Victor Alves e Almeida Santos com o general Ali Murtopo dão-lhes a entender que sem o apoio dos portugueses, os indonésios invadiriam Timor, mas Alves consideraria que "reforçando o número das nossas tropas ou enviando para lá polícias, acabávamos por criar ali uma nova Índia". A Indonésia opõe-se a qualquer independência timorense e ressente-se da "esquerdização" do governo do MFA, em particular do governador Lemos Pires, que Indonésia descreve como sendo de "extrema-esquerda".
Victor Alves diria que, de todos os territórios ultramarinos portugueses, Timor "seria o território que careceria de um mais longo período de transição, para que se pudesse preparar a independência", período que para o governo do MFA não deveria exceder 1978, pois "o povo português já não queria manter colónias". Em maio reúne-se em Dili com os partidos locais para dar-lhes conta das negociações com a Indonésia. Aos independentistas líderes da Frente Revolucionária de Timor-Leste Independente (FRETILIN) apela por "posições mais realistas", porque "andavam sempre com o livrinho de Mao na mão, tinham uma visão deslocada. Não consideravam a situação geopolítica". Por seu lado, a União Democrática Timorense (UDT) inclinava-se para a manutenção de laços com Portugal. Concorda-se com a realização de uma cimeira em Macau, não obstante a preferência de FRETILIN por Lisboa, onde teria mais apoios, especialmente na Casa de Timor lisboeta.
Portugal reconhece formalmente o direito à independência de Timor em julho de 1975, a ser implementada depois de um sufrágio directo e um período de transição até mais tardar 1978.
A FREITLIN obteria 55% dos votos nas eleições locais, que ocorreram em julho de 1975. Em terceiro lugar ficou a Associação Popular Democrática Timorense (APODETI), advogante pela integração na Indonésia. Conflictos com a FREITILIN empurrariam a UDT para contactos directos com as autoridades indonésias. Na Cimeira de Macau encabeçada por Victor Alves em finais de junho, não comparece a FREITILIN, em protesto com a presença da APODETI, inviabilizando-se a cimeira como plataforma para uma solução.

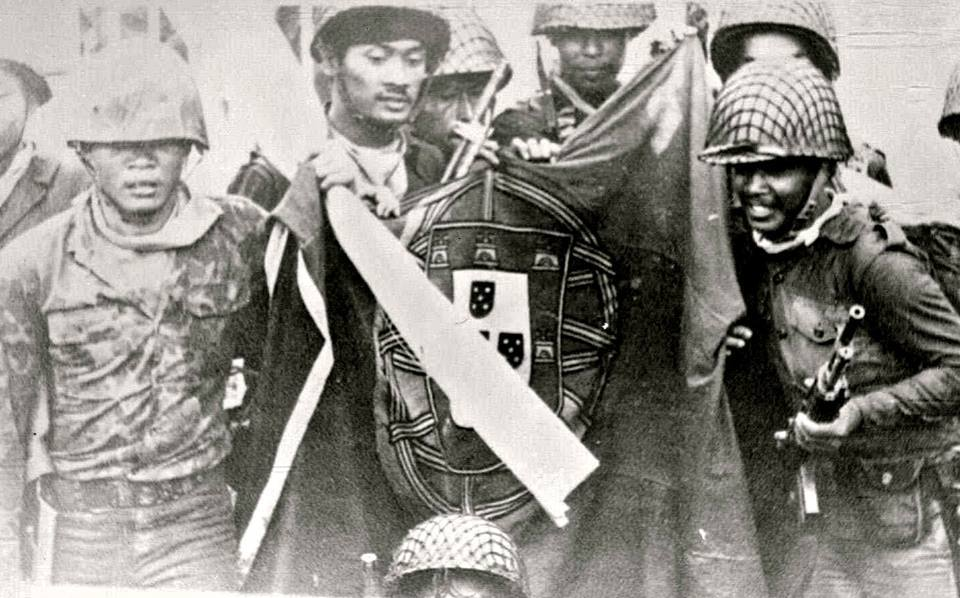
Soldados indonésios com bandeira portuguesa capturada.

Em nova deslocação a Jacarta de dirigentes da UDT, João Carrascalão e Domingos de Oliveira, ouvem um ultimato indonésio; "ou tomam o poder e arrasam com a FRETILIN, ou podiam contar com a invasão por parte da Indonésia". A UDT tentará tomar o poder num golpe para prevenir uma invasão indonésia e ostracizar a FREITILIN, que viria a declarar unilateralmente a República Democrática de Timor-Leste. Segue-se a guerra civil, durante a qual de Almeida Santos chegará a declarar a intenção portuguesa de ser agente no re-estabelecimento de ordem no território independente da Indonésia; "Timor optará pela manutenção de laços estreitos com Portugal". No entanto, os conflictos internos criarão as condições ideais para a Invasão Indonésia, a 7 de dezembro. Aparentes tentativas de entendimento, como a assinada entre Portugal e a Indonésia em novembro de 1975, seriam então descartadas, dando-se início a uma série de massacres dos nativos timorenses. Ramalho Eanes diria que "a grande responsabilidade do que aconteceu cabe (...) à FREITILIN, porque não perceberam que os Estados Unidos não admitiriam nunca ali um regime comunista." A Austrália reconhece formalmente a anexação indonésia.
Sobre a reação dos portugueses de solidariedade pelos timorenses verificada em 1999, após a vitória do movimento independista, Victor Alves justifica "Pode ter sido em resultado de má consciência, mas, na verdade, o povo português não podia fazer mais, apesar de ainda assim se penalizar por isso". "[no MFA] desejaríamos que não houvesse um caso Timor, já que isso não depende da vontade do povo de Timor, ao passo que o que se passa pelo menos em Angola, ou Moçambique, depende um pouco da vontade alguns angolanos [ou moçambicanos]."

## Após o Processo Revolucionário em Curso

### Diplomata entre extremistas
Tem também um papel importante no diálogo com os grupos terroristas de extrema-direita gerados no Verão Quente (a par de Canto e Castro, Pinho de Freire e de Pinheiro de Azevedo), que levaria mais tarde à sua cessação de actividade após o 25 de Novembro. Apesar da desconfiança mútua entre os grupos, em junho de 75, contactaria o seu amigo dos tempos da escola, Valentim Loureiro, que o mete em contacto com representantes destes grupos. Perto do 25 de novembro, envia Cavaleiro de Ferreira para tentar estabelecer entendimento com o exilado Sanches Osório em Paris. Reunindo em janeiro de 76 com o cónego Melo, Joaquim Ferreira Torres e Alpoim Calvão, promete aos dissidentes que "democraticamente tudo se resolveria".
No julgamento do Projecto Global de Otelo, e sua consequente prisão, apoia publicamente o amigo. Ademais, Otelo acreditá-lo-ia de receber e apoiar responsáveis das FP-25, contribuindo para a amnistia que seria concedida aos membros do grupo terrorista.

### Demais actividade e honrarias em vida
É entretanto promovido a tenente-coronel. Recebe a Medalha de Comportamento Exemplar de Prata. Permanece no Conselho da Revolução, do qual foi porta-voz a partir de 1979, até o seu término em 1982. Entra para a reserva das Forças Armadas em 1982, "desiludido", tendo nesse ano encontrado resistência de alguns membros das Forças Armadas a suas iniciativas no Conselho da Revolução em prol de membros do MFA.
Apesar de não figurar na lista oficial de conselheiros de estado da presidência de Ramalho Eanes, este consideraria que foi seu "conselheiro pessoal" nos anos 1982/85, ademais representando-o junto da diáspora portuguesa. Presidirá à Comissão Nacional para as Comemorações do Dia de Portugal de Camões e das Comunidades Portuguesas, que fará conversão do fascista "Dia da Raça" no "Dia de Portugal, de Camões e das Comunidades Portuguesas".
É em 1982 um dos fundadores da Associação 25 de Abril.
Em 1983 recebeu a Grã-Cruz da Ordem da Liberdade a 24 de setembro.
É co-criador do Movimento Renovador Democrático, que se tornará partido. Apesar de não se juntar ao Partido Renovador Democrático (PRD), seria acreditado de o ajudar a fundar com Ramalho Eanes, vindo a participar activamente na sua campanha presidencial. Seria candidato independente por este às eleições legislativas de 1985, e cabeça de lista do PRD nas eleições de 1989 à Câmara Municipal de Lisboa, e depois nas eleições europeias de 1989.
Com "mais de uma centena de cidadãos", em 1989 cria e preside a associação cívica CIVITAS – Associação para a defesa e promoção dos direitos do cidadão, que mais tarde se uniria na Liga Portuguesa dos Direitos Humanos - Civitas. Apesar de declarar que voltaria a construir a democracia portuguesa, é crítico de várias democracias europeias, incluindo a portuguesa, pelo seu nível de afastamento do cidadão do poder político. Deseja "um país onde podia haver muitos ricos, mas não podia haver pobre nenhum."
É, já depois da reforma em 1992, promovido a Coronel de Infantaria em 2003.
Neste período, trabalha na empresa de um irmão, na "internacionalização da empresa."
Faria algumas intervenções de memorialização. Em abril de 2004, foi orador convidado no 30º Aniversário da Revolução, evento organizado na Universidade da Califórnia pela Fundação Luso-Americana para o Desenvolvimento, ao lado de Pepetela, Alexandre Quintanilha, Manuel Freire, Álamo Oliveira, e outros.

#### Autoria
Ao contrário de vários de seus correligionários do MFA, e outros protagonistas do PREC, foi pouco profíquo em escritos, nem publicando memórias sobre a revolução ou inícios democráticos que protagonizou. Autora apenas dois livros, sobre a diáspora portuguesa.
- Quem É Quem nas Comunidades Portuguesas (1989);
- Anuário Empresarial das Comunidades Portuguesas (1992).

### Morte
Victor Alves morreu a 9 de Janeiro de 2011, no Hospital Militar da Estrela, em Lisboa, após 5 anos de luta contra o cancro. O corpo estaria em câmara ardente na capela da Academia Militar, sendo cremado no cemitério dos Olivais.
A sua morte seria alvo de votos de pesar de muitas figuras públicas e instituições, incluindo da Assembleia da República que o reconhece como "um dos mais importantes Capitães de Abril", e na qual a sua mulher Teresa discursaria. Várias figuras públicas e amigos seriam críticos da ausência de "devida" cobertura mediática da sua morte, notícia de rodapé ofuscada pela "sensacionalista" morte de Carlos Castro.
Ainda assim, à data da sua morte haveria quem ainda lhe criticaria o protagonismo no Grupo dos Nove, e consequente desfecho do 25 de Novembro.
Uma rua de Mafra e outra de Torres Vedras são nomeadas em sua honra.
Em 2015, uma sua biografia é autorada por Carlos Ademar Fonseca, titulada Vítor Alves - O homem, o militar, o político.